# Everybody Loves a Loser
Everybody Loves a Loser è un brano musicale del gruppo britannico Morcheeba, estratto nel 2005 come terzo singolo del loro quinto album The Antidote.

## Tracce
1. Everybody Loves a Loser – 4:34